# پارک میلنیوم

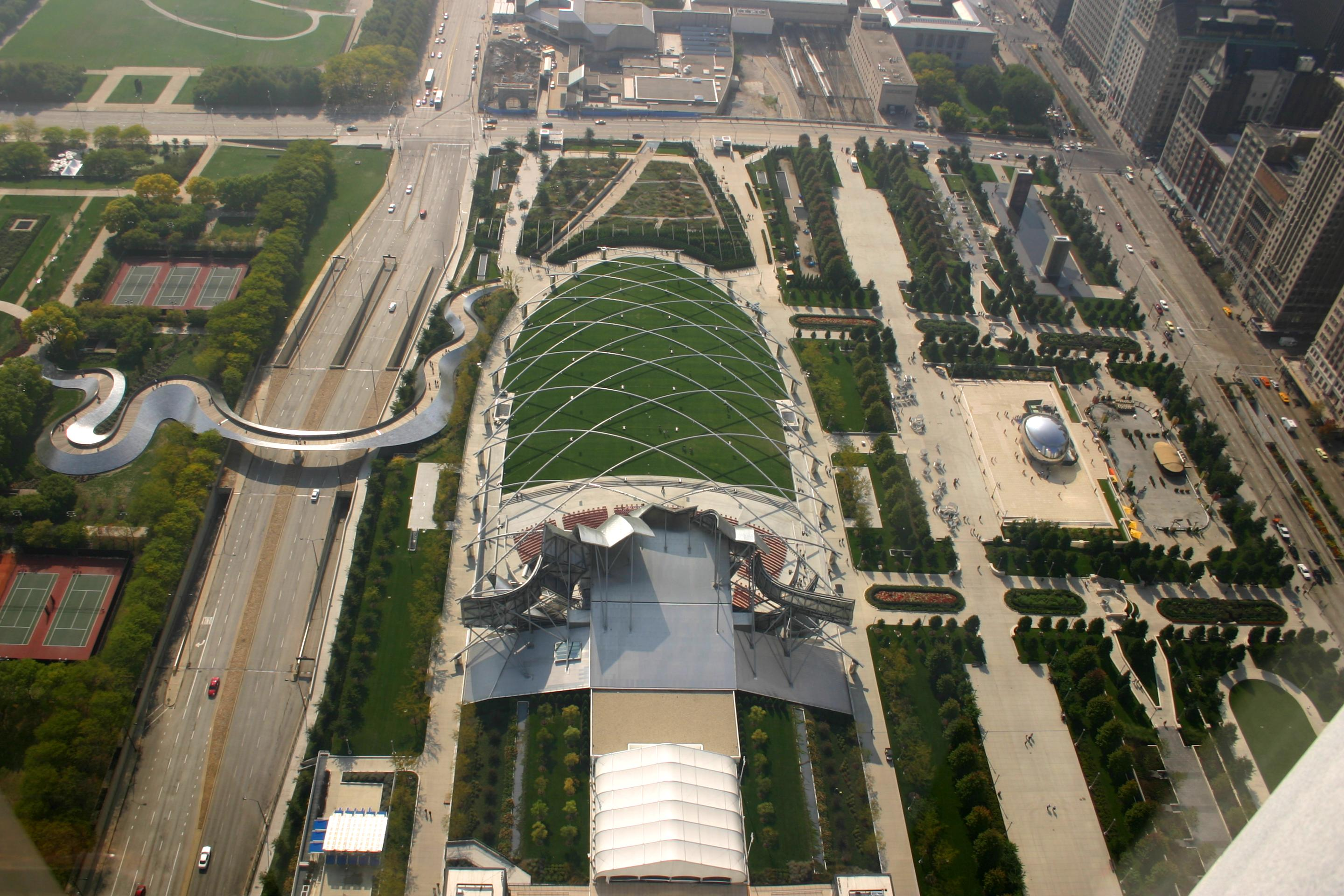
پارک میلنیوم در شیکاگو.

پارک میلنیوم یک پارک عمومی در منطقه لوپ کامیونیتی در شهر شیکاگو، ایالت ایلینوی، ایالات متحده قرار دارد. هدف اولیه از ساخت این پارک بزرگداشت هزاره دوم بود. این پارک یک مرکز شهری مهم در نزدیکی ساحل دریاچه میشیگان شهر شیکاگو است که فضای ۲۴٫۵ هکتار را در شمال گرانت پارک پوشش داده است. پیش از ساخت این پارک، از مکان این پارک برای فضای پارک راه‌آهن مرکزی ایلینوی استفاده می‌شد..این پارک در نزدیکی ساحل دریاچه میشیگان قرار دارد. در سال ۲۰۱۷، پارک هزاره عنوان جاذبه گردشگری شماره یک را در غرب میانه آمریکا از آن خود کرد و با ۲۵ میلیون بازدیدکننده در سال، یکی از ۱۰ جاذبه برتر آمریکا به‌شمار می‌رود. از برخی جاذبه‌های پارک می‌توان به مجسمه دروازه ابر و فوراه کروان اشاره کردپارک توسط خیابان میشیگان، خیابان رادلف، کلومبوس درایو و ایست مونر درایو احاطه شده‌است و جنبه‌های مختلفی از هنر عمومی را به نمایش گذاشته‌است. تا سال ۲۰۰۹ این پارک تنها پارک دریایی شیکاگو به شمار می‌رفت.